# Ilimananngip Nunaa
Ilimananngip Nunaa (danese Milne Land, in italiano anche Terra di  Milne) è un'isola disabitata della Groenlandia di 3913 km². Fino al 2008 apparteneva alla contea della Groenlandia Orientale e al comune di Ittoqqortoormiit;  in seguito alla riforma municipale del 2009 è divenuta parte del comune di Sermersooq.